# La Neuville-en-Tourne-à-Fuy
La Neuville-en-Tourne-à-Fuy è un comune francese di 514 abitanti situato nel dipartimento delle Ardenne nella regione del Grand Est.

## Società

### Evoluzione demografica
Abitanti censiti